# 帕克縣 (印第安納州)
帕克县（英語：Parke County）位於美國印第安納州西部的一個縣。面積1,166平方公里。根據美國2000年人口普查，共有人口17,241人。縣治羅克維爾（Rockville）。
成立於1821年1月9日，4月2日生效。縣名紀念印第安納準州國會代表、聯邦區域法官本傑明·帕克。
本縣有三十座廊橋，是全球之最。